# Etapa Departamental de Ica 2022
La Etapa Departamental de Ica 2022 es la edición número 55 de la Liga Departamental de Fútbol de Ica. La Federación Peruana de Fútbol organiza y controla el desarrollo del torneo a través de la Comisión Organizadora de Competiciones. Tanto el campeón y el subcampeón del torneo, clasifican a la Etapa Nacional de la Copa Perú 2022.

## Sistema de competición
El torneo consta de cuatro fases, con un total de 7 fechas.
- Fase 1: se arman 6 grupos conformados por 2 equipos, los cuales participan en duelos directos: ida y vuelta. La localía se define por la forma en que se clasifica a esta etapa. Hay que considerar las siguientes disposiciones:
  - Los 5 Campeones Provinciales del departamento cierran el grupo de visitante.
  - El eliminado de la Fase 4 de la Etapa Nacional de la Copa Perú 2021, llega en calidad de Campeón Provincial, según las bases de la FPF. Por lo que es considerado como Campeón Provincial de Departamento, solo para definición de localías.
  - El Campeón Provincial de Lucanas, por cuestiones de cupos, es considerado como un subcampeón, solo para definición de localías.
  - En caso de haber empates en ambos partidos, la diferencia de goles no es considerada. Solo para cuestiones de clasificación, se definen en penales para tener al ganador del grupo.
  - Para definir a los segundos mejores se consideran (en este orden) los siguientes criterios: mayor "Total de Puntos", más "Goles a Favor" y de darse el caso, mejor "Diferencia de Goles".
- Fase 2: conformado por los 6 clubes ganadores y los 2 mejores segundos de la fase anterior, los cuales participan en duelos directos de: ida y vuelta. No hay distinción entre los clasificados, por lo que entran todos en un mismo sorteo para la definición de llaves.
- Semifinales: conformado por los 4 clubes ganadores de la fase anterior. Se realizan duelos directos de ida y vuelta. No hay distinción entre los clasificados, por lo que entran todos en un mismo sorteo para la definición de llaves.
- Final: se realiza un partido único para definir al Campeón y Subcampeón Departamental, el cual se juega en una cancha neutra. Ambos clubes clasifican a la Etapa Nacional de la Copa Perú 2022.

## Equipos participantes

### Equipos por provincia
Los participantes son el campeón y subcampeón de la Etapa Provincial del departamento iqueño: 
- Liga Provincial de Chincha
- Liga Provincial de Ica
- Liga Provincial de Nasca
- Liga Provincial de Palpa
- Liga Provincial de Pisco

El campeón de la liga Provincial de Lucanas, quien por cercanía geográfica participa en la Liga Departamental de Ica. En esta oportunidad se omite la participación de un subcampeón de esta Liga Provincial, por el cupo adicional que toma el participante departamental eliminado en la Fase 4 de la Copa Perú 2021. Este club al llegar a instancias de la Etapa Nacional anterior, llega en condición de "Campeón Provincial", según las bases de la Federación Peruana de Fútbol.
La liga Provincial de Parinacochas, que solía ser incluido recurrentemente junto a la liga Provincial de Lucanas, no participa en esta ocasión.
| N.° | Provincia | Equipos                                                           |
| --- | --------- | ----------------------------------------------------------------- |
| 3   | Pisco     | Deportivo Los Libertadores, Deportivo Olímpico y Unión San Martín |
| 2   | Chincha   | Juventud Cruz del Rosario y Juventud Primavera                    |
| 2   | Ica       | Cultural 18 de Febrero y Octavio Espinoza                         |
| 2   | Nasca     | Deportivo José Olaya y San Pedro F.C.                             |
| 2   | Palpa     | Deportivo América y Real Miraflores                               |
| 1   | Lucanas   | Deportivo Lolo Fernández                                          |

### Información de los equipos
| Equipo                     | Distrito     | Condición                         | Director Técnico | Localía                            |
| -------------------------- | ------------ | --------------------------------- | ---------------- | ---------------------------------- |
| Cultural 18 de Febrero     | Parcona      | Campeón Provincial                |                  | Estadio José Picasso Peratta       |
| Deportivo América          | Palpa        | Subcampeón Provincial             |                  | Estadio Julio Luque Tijero         |
| Deportivo José Olaya       | Marcona      | Subcampeón Provincial             |                  | Estadio Municipal de Marcona       |
| Deportivo Lolo Fernández   | Puquio       | Campeón Provincial                |                  | Estadio Municipal de Puquio        |
| Deportivo Los Libertadores | San Clemente | Campeón Provincial                |                  | Estadio Municipal de San Clemente  |
| Deportivo Olímpico         | San Clemente | Subcampeón Provincial             |                  | Estadio Municipal de San Clemente  |
| Juventud Cruz del Rosario  | Chavín       | Campeón Provincial                |                  | Estadio Santos Nagaro              |
| Juventud Primavera         | Pueblo Nuevo | Subcampeón Provincial             |                  | Estadio Santos Nagaro              |
| Octavio Espinoza           | Ica          | Subcampeón Provincial             | Julio Begazo     | Estadio José Picasso Peratta       |
| Real Miraflores            | Río Grande   | Campeón Provincial                |                  | Estadio Julio Luque Tijero         |
| San Pedro FC               | Marcona      | Campeón Provincial                |                  | Estadio Municipal de Marcona       |
| Unión San Martín           | Pisco        | Eliminado Fase 4 - Copa Perú 2021 |                  | Estadio Teobaldo Pinillos Olaechea |

## Árbitros
1. Carlos Mendoza
2. Cristian Hinostroza
3. Emil Manrique
4. Erick Crisóstomo
5. Félix Fanárraga
6. Jorge Chávez
7. Jorge Ramírez
8. José Córdova
9. Juan Moreyra
10. Leandro Márquez
11. Omar Herrera
12. Wilfredo Morán

## Fase 1
El sorteo realizado definió a los Campeones Provinciales, pertenecientes al Departamento de Ica, como cabezas de grupo. El eliminado de la Fase 4 de la Copa Perú 2021, llegó en calidad de Campeón Provincial, según las bases generales de la Etapa Departamental de la Copa Perú 2022.
Leyenda
     — Clasificado a la Fase 2.
     — Clasificado a la Fase 2, como mejor segundo.
     — Eliminado

### Grupo 1
| Equipo             | Pts. | PJ | PG | PE | PP | GF | GC | DG |
| ------------------ | ---- | -- | -- | -- | -- | -- | -- | -- |
| Deportivo Olímpico | 2    | 2  | 0  | 2  | 0  | 3  | 3  | 0  |
| Real Miraflores    | 2    | 2  | 0  | 2  | 0  | 3  | 3  | 0  |

| \| Fecha \| Estadio \| Local \| Resultado \| Visitante \| \| ----------- \| ------------------------- \| ------------------ \| ------------ \| ------------------ \| \| 10 de julio \| Municipal de San Clemente \| Deportivo Olímpico \| 0:0 \| Real Miraflores \| \| 17 de julio \| Julio Luque Tijero \| Real Miraflores \| 3:3 (1:2 p.) \| Deportivo Olímpico \| |                           |                    |              |                    |
| Fecha | Estadio                   | Local              | Resultado    | Visitante          |
| 10 de julio | Municipal de San Clemente | Deportivo Olímpico | 0:0          | Real Miraflores    |
| 17 de julio | Julio Luque Tijero        | Real Miraflores    | 3:3 (1:2 p.) | Deportivo Olímpico |

### Grupo 2
| Equipo             | Pts. | PJ | PG | PE | PP | GF | GC | DG |
| ------------------ | ---- | -- | -- | -- | -- | -- | -- | -- |
| Unión San Martín   | 4    | 2  | 1  | 1  | 0  | 2  | 1  | +1 |
| Juventud Primavera | 1    | 2  | 0  | 1  | 1  | 1  | 2  | -1 |

| \| Fecha \| Estadio \| Local \| Resultado \| Visitante \| \| ----------- \| -------------------------- \| ------------------ \| --------- \| ------------------ \| \| 10 de julio \| Santos Nagaro \| Juventud Primavera \| 0:0 \| Unión San Martín \| \| 17 de julio \| Teobaldo Pinillos Olaechea \| Unión San Martín \| 2:1 \| Juventud Primavera \| |                            |                    |           |                    |
| Fecha | Estadio                    | Local              | Resultado | Visitante          |
| 10 de julio | Santos Nagaro              | Juventud Primavera | 0:0       | Unión San Martín   |
| 17 de julio | Teobaldo Pinillos Olaechea | Unión San Martín   | 2:1       | Juventud Primavera |

### Grupo 3
| Equipo            | Pts. | PJ | PG | PE | PP | GF | GC | DG |
| ----------------- | ---- | -- | -- | -- | -- | -- | -- | -- |
| San Pedro FC      | 3    | 2  | 1  | 0  | 1  | 3  | 3  | 0  |
| Deportivo América | 3    | 2  | 1  | 0  | 1  | 3  | 3  | 0  |

| \| Fecha \| Estadio \| Local \| Resultado \| Visitante \| \| ----------- \| -------------------- \| ----------------- \| ------------ \| ----------------- \| \| 10 de julio \| Julio Luque Tijero \| Deportivo América \| 2:1 \| San Pedro FC \| \| 17 de julio \| Municipal de Marcona \| San Pedro FC \| 2:1 (4:2 p.) \| Deportivo América \| |                      |                   |              |                   |
| Fecha | Estadio              | Local             | Resultado    | Visitante         |
| 10 de julio | Julio Luque Tijero   | Deportivo América | 2:1          | San Pedro FC      |
| 17 de julio | Municipal de Marcona | San Pedro FC      | 2:1 (4:2 p.) | Deportivo América |

### Grupo 4
| Equipo                   | Pts. | PJ | PG | PE | PP | GF | GC | DG |
| ------------------------ | ---- | -- | -- | -- | -- | -- | -- | -- |
| Cultural 18 de Febrero   | 6    | 2  | 2  | 0  | 0  | 5  | 1  | +4 |
| Deportivo Lolo Fernández | 0    | 2  | 0  | 0  | 2  | 1  | 5  | -4 |

| \| Fecha \| Estadio \| Local \| Resultado \| Visitante \| \| ----------- \| -------------------- \| ------------------------ \| --------- \| ------------------------ \| \| 10 de julio \| Jorge Castro Aguayo \| Deportivo Lolo Fernández \| 0:2 \| Cultural 18 de Febrero \| \| 17 de julio \| José Picasso Peratta \| Cultural 18 de Febrero \| 3:1 \| Deportivo Lolo Fernández \| |                      |                          |           |                          |
| Fecha | Estadio              | Local                    | Resultado | Visitante                |
| 10 de julio | Jorge Castro Aguayo  | Deportivo Lolo Fernández | 0:2       | Cultural 18 de Febrero   |
| 17 de julio | José Picasso Peratta | Cultural 18 de Febrero   | 3:1       | Deportivo Lolo Fernández |

### Grupo 5
| Equipo                    | Pts. | PJ | PG | PE | PP | GF | GC | DG |
| ------------------------- | ---- | -- | -- | -- | -- | -- | -- | -- |
| Juventud Cruz del Rosario | 2    | 2  | 0  | 1  | 0  | 2  | 2  | 0  |
| Octavio Espinoza          | 2    | 2  | 0  | 1  | 0  | 2  | 2  | 0  |

| \| Fecha \| Estadio \| Local \| Resultado \| Visitante \| \| ----------- \| -------------------- \| ------------------------- \| ------------ \| ------------------------- \| \| 10 de julio \| José Picasso Peratta \| Octavio Espinoza \| 1:1 \| Juventud Cruz del Rosario \| \| 17 de julio \| Santos Nagaro \| Juventud Cruz del Rosario \| 1:1 (5:3 p.) \| Octavio Espinoza \| |                      |                           |              |                           |
| Fecha | Estadio              | Local                     | Resultado    | Visitante                 |
| 10 de julio | José Picasso Peratta | Octavio Espinoza          | 1:1          | Juventud Cruz del Rosario |
| 17 de julio | Santos Nagaro        | Juventud Cruz del Rosario | 1:1 (5:3 p.) | Octavio Espinoza          |

### Grupo 6
| Equipo                     | Pts. | PJ | PG | PE | PP | GF | GC | DG |
| -------------------------- | ---- | -- | -- | -- | -- | -- | -- | -- |
| Deportivo Los Libertadores | 4    | 2  | 1  | 1  | 0  | 1  | 0  | +1 |
| Deportivo José Olaya       | 1    | 2  | 0  | 1  | 1  | 0  | 1  | -1 |

| \| Fecha \| Estadio \| Local \| Resultado \| Visitante \| \| ----------- \| ------------------------- \| -------------------------- \| --------- \| -------------------------- \| \| 10 de julio \| Municipal de Marcona \| Deportivo José Olaya \| 0:0 \| Deportivo Los Libertadores \| \| 17 de julio \| Municipal de San Clemente \| Deportivo Los Libertadores \| 1:0 \| Deportivo José Olaya \| |                           |                            |           |                            |
| Fecha | Estadio                   | Local                      | Resultado | Visitante                  |
| 10 de julio | Municipal de Marcona      | Deportivo José Olaya       | 0:0       | Deportivo Los Libertadores |
| 17 de julio | Municipal de San Clemente | Deportivo Los Libertadores | 1:0       | Deportivo José Olaya       |

## Fase 2
El sorteo de las llaves se realizó el 18 de julio.

### Llave 1
| \| Fecha \| Estadio \| Local \| Resultado \| Visitante \| \| ----------- \| ------------------------- \| ------------------ \| --------- \| ------------------ \| \| 24 de julio \| Municipal de San Clemente \| Deportivo Olímpico \| 2:1 \| San Pedro FC \| \| 31 de julio \| Municipal de Marcona \| San Pedro FC \| 0:0 \| Deportivo Olímpico \| |                           |                    |           |                    |
| Fecha | Estadio                   | Local              | Resultado | Visitante          |
| 24 de julio | Municipal de San Clemente | Deportivo Olímpico | 2:1       | San Pedro FC       |
| 31 de julio | Municipal de Marcona      | San Pedro FC       | 0:0       | Deportivo Olímpico |

### Llave 2
| \| Fecha \| Estadio \| Local \| Resultado \| Visitante \| \| ----------- \| ------------------------- \| -------------------------- \| --------- \| -------------------------- \| \| 24 de julio \| Municipal de San Clemente \| Deportivo Los Libertadores \| 0:1 \| Cultural 18 de Febrero \| \| 31 de julio \| José Picasso Peratta \| Cultural 18 de Febrero \| 0:2 \| Deportivo Los Libertadores \| |                           |                            |           |                            |
| Fecha | Estadio                   | Local                      | Resultado | Visitante                  |
| 24 de julio | Municipal de San Clemente | Deportivo Los Libertadores | 0:1       | Cultural 18 de Febrero     |
| 31 de julio | José Picasso Peratta      | Cultural 18 de Febrero     | 0:2       | Deportivo Los Libertadores |

### Llave 3
| \| Fecha \| Estadio \| Local \| Resultado \| Visitante \| \| ------------ \| ------------------ \| ------------------------- \| --------- \| ------------------------- \| \| 7 de agosto \| Santos Nagaro \| Juventud Cruz del Rosario \| 0:0 \| Deportivo América \| \| 10 de agosto \| Julio Luque Tijero \| Deportivo América \| 0:1 \| Juventud Cruz del Rosario \| |                    |                           |           |                           |
| Fecha | Estadio            | Local                     | Resultado | Visitante                 |
| 7 de agosto | Santos Nagaro      | Juventud Cruz del Rosario | 0:0       | Deportivo América         |
| 10 de agosto | Julio Luque Tijero | Deportivo América         | 0:1       | Juventud Cruz del Rosario |

### Llave 4
| \| Fecha \| Estadio \| Local \| Resultado \| Visitante \| \| ----------- \| -------------------------- \| ---------------- \| --------- \| ---------------- \| \| 24 de julio \| Julio Luque Tijero \| Real Miraflores \| 1:1 \| Unión San Martín \| \| 31 de julio \| Teobaldo Pinillos Olaechea \| Unión San Martín \| 3:1 \| Real Miraflores \| |                            |                  |           |                  |
| Fecha | Estadio                    | Local            | Resultado | Visitante        |
| 24 de julio | Julio Luque Tijero         | Real Miraflores  | 1:1       | Unión San Martín |
| 31 de julio | Teobaldo Pinillos Olaechea | Unión San Martín | 3:1       | Real Miraflores  |

## Play-offs
El ganador de la Llave 1 se enfrentó con el ganador de la Llave 4, de la misma manera el ganador de la Llave 2 se enfrentó con el ganador de la Llave 3. El sorteo de las llaves se realizó el 8 de agosto.

### Resultados
|  | Semifinales                | Semifinales       | Semifinales                | Semifinales       |   |                  | Final        | Final        |  |
|  | 14 y 21 de agosto          | 14 y 21 de agosto | 14 y 21 de agosto          | 14 y 21 de agosto |   |                  | 28 de agosto | 28 de agosto |  |
|  |                            |                   |                            |                   |   |                  |              |              |  |
|  |                            |                   |                            |                   |   |                  |              |              |  |
|  | Unión San Martín           | 1                 | 1                          | 2                 |   |                  |              |              |  |
|  | Unión San Martín           | 1                 | 1                          | 2                 |   |                  |              |              |  |
|  | Deportivo Olímpico         | 1                 | 0                          | 1                 |   |                  |              |              |  |
|  | Deportivo Olímpico         | 1                 | 0                          | 1                 |   | Unión San Martín | 0 (3)        |              |  |
|  |                            |                   |                            |                   |   | Unión San Martín | 0 (3)        |              |  |
|  |                            |                   | Deportivo Los Libertadores | 0 (2)             |   |                  |              |              |  |
|  | Juventud Cruz del Rosario  | 0                 | Deportivo Los Libertadores | 0 (2)             | 0 | 0                |              |              |  |
|  | Juventud Cruz del Rosario  | 0                 |                            |                   | 0 | 0                |              |              |  |
|  | Deportivo Los Libertadores | 1                 | 3                          | 4                 |   |                  |              |              |  |
|  | Deportivo Los Libertadores | 1                 | 3                          | 4                 |   |                  |              |              |  |
|  |                            |                   |                            |                   |   |                  |              |              |  |

### Semifinales
| Ida; 14 de agosto de 2022, 15:20 | Unión San Martín | 1:1 (0:0) | Deportivo Olímpico | Estadio Teobaldo Pinillos Olaechea, Pisco                |                                                          |
|                                  | Huaraca          | Reporte   | Vergaray           | Asistencia: 1 175 espectadores Árbitro(s): Emil Manrique | Asistencia: 1 175 espectadores Árbitro(s): Emil Manrique |

| Vuelta; 21 de agosto de 2022, 15:20 (UTC-5) | Deportivo Olímpico | 0:1 (0:0) (Global 0:2) | Unión San Martín | Estadio Municipal de San Clemente, San Clemente |                          |
|                                             |                    | Reporte                | I. Bermúdez 60'  | Árbitro(s): Jorge Chávez                        | Árbitro(s): Jorge Chávez |

| Ida; 14 de agosto de 2022, 15:20 | Juventud Cruz del Rosario | 0:1 (0:0) | Deportivo Los Libertadores | Estadio Santos Nagaro, Sunampe                            |                                                           |
|                                  |                           | Reporte   | Coronado 48'               | Asistencia: 3 011 espectadores Árbitro(s): Carlos Mendoza | Asistencia: 3 011 espectadores Árbitro(s): Carlos Mendoza |

| Vuelta; 21 de agosto de 2022, 14:50 | Deportivo Los Libertadores          | 3:0 (1:0) (Global 4:0) | Juventud Cruz del Rosario | Estadio Teobaldo Pinillos Olaechea, Pisco |                           |
|                                     | Arrieta 39' · Morán 48' · Ramos 85' | Reporte                |                           | Árbitro(s): Jorge Ramírez                 | Árbitro(s): Jorge Ramírez |

### Final
| Ida; 28 de agosto de 2022, 15:30 | Unión San Martín                                     | 0:0 (3:2 p.)               | Deportivo Los Libertadores             | Estadio Teobaldo Pinillos Olaechea, Pisco               |                                                         |
|                                  |                                                      | Reporte                    |                                        | Asistencia: 1 410 espectadores Árbitro(s): Jorge Chávez | Asistencia: 1 410 espectadores Árbitro(s): Jorge Chávez |
|                                  |                                                      | Tiros desde el punto penal |                                        |                                                         |                                                         |
|                                  | - Guevara - Mariño - Hernández - De La Cruz - Ormeño |                            | - Rey - Peña - García - Vera - Cornejo |                                                         |                                                         |

|                                                          |
| Campeón Departamental de Ica Unión San Martín 3.º título |

## Estadísticas

### Goleadores
| Jugador            | Club                       | Goles | PJ | Prom. |
| ------------------ | -------------------------- | ----- | -- | ----- |
| Denilson Benavides | Real Miraflores            | 5     | 4  | 1.25  |
| Edinson Azocar     | San Pedro F.C.             | 3     | 4  | 0.75  |
| Fabricio Aguilar   | Unión San Martín           | 3     | 7  | 0.43  |
| Luis Jaén          | Cultural 18 de Febrero     | 2     | 4  | 0.5   |
| Robert Menacho     | Juventud Cruz del Rosario  | 2     | 6  | 0.33  |
| Alexander Mendoza  | Unión San Martín           | 2     | 7  | 0.29  |
| Ricardo Morán      | Deportivo Los Libertadores | 2     | 7  | 0.29  |